# 小春ひより
小春 ひより（こはる ひより、1984年12月31日 - ）は、日本の元AV女優。
東京都出身。
血液型:O型、身長:156cm、スリーサイズ:B:94cm(I)・W:58・H:85。
Iカップという爆乳とキュートな笑顔と八重歯で人気を集めた。彼女の出演作は大きな胸を生かしたパイズリの場面が多い。

## 略歴
- 2004年 - Waap専属女優としてデビュー。
- 2005年 - Waapで14本に出演。『HIYORIX』を最後に引退した。

## 作品

### アダルトビデオ
- 愛カップ 小春ひより（2004年2月6日、Waap）／数量限定版、VHS版有り
- 「裏」愛カップ 小春ひより	（2004年2月6日、Waap）／数量限定版、『裏』とあるが無修正ではない
- でかうまっ！！ 愛あるボイン（2004年3月5日、Waap、○）／VHS版有り
- 甘えんボイン 小春ひより（2004年4月3日、Waap、○）／VHS版有り
- ボクと彼女の女教師ペット 通常版（2004年4月29日、Waap、○）／VHS版有り
- ボクと彼女の女教師ペット 特別版（2004年4月29日、Waap）／公式サイト公開動画などを収録したDVDが同梱
- 濡れ乳パラダイス2　小春ひより（2004年6月4日、Waap、○）／VHS版有り
- [トリセツ]〜爆乳★取扱い説明書〜小春ひより（2004年7月3日、Waap、○）／VHS版有り
- ドリームシャワー 59 小春ひより（2004年8月6日、Waap、○）／VHS版有り
- 僕だけの巨乳ママ 8 小春ひより（2004年9月3日、Waap、◎）／VHS版有り
- 巨乳フェチアングル（2004年9月10日、トータル・メディア・エージェンシー）
- 爆乳パイズリ学園天国（2004年9月15日、MOODYZ）
- 癒され荘 4号館 小春ひより（2004年10月6日、Waap、◎）／VHS版有り
- 御令嬢 優雅なザーメン性活	（2004年10月6日、ドリームチケット）
- デジタルモザイクVol.052（2004年10月15日、MOODYZ）
- 本能〜ｉｎｓｔｉｎｃｔ〜（2004年10月22日、トータルメディアエージェンシー）
- 妬まれた巨乳女教師 小春ひより（2004年11月4日、HIBINO）
- おねだりおっぱい。 小春ひより（2004年11月15日、MOODYZ）
- 巨乳女教師童貞狩りX 小春ひより（2004年11月17日、Waap、◎）／VHS版有り
- 巨乳女子校生監禁レイプ　小春ひより	（2004年11月19日、トータルメディアエージェンシー)
- 街でウワサの風俗ビル 6号店 小春ひより（2004年12月15日、Waap、◎）／VHS版有り
- バーチャル◆ソープ（2005年1月25日、笠倉出版）
- アナル快感伝道師 小春ひより（2005年2月5日、Waap、◎）／VHS版有り
- 小春ひよりと素人男女が車中で御対面	（2005年2月20日、ホットエンターテイメント）
- 超爆乳娘（2005年3月1日、MOODYZ）
- 最高のオナニーのために 小春ひより（2005年3月15日、MOODYZ）／オナホール同梱
- HIYORIX（2005年4月5日、Waap、◎）／VHS版有り
- 超高級ソープ嬢 秘技伝授 レズ★ソープ2（2005年5月4日、オーディス）／他出演:夏目ナナ、天衣みつ
- 小春ひよりの超高級ソープ嬢（2005年6月4日、SODクリエイト）
- 専属マニア VOL.03 小春ひより part.1（2005年7月15日、Waap）／上記の○印の一部をまとめたもの
- 爆乳ぐちゃ揉み! 小春ひより（2005年9月16日、ジャネス）
- 専属マニア VOL.04 小春ひより part.2（2005年12月15日、Waap）／上記の◎印の一部をまとめたもの

- 他にも各メーカーからダイジェスト版多数

### テレビ番組
- Peach-Pit 桃のたね（MONDO TV）